# Blue Bell (Dakota del Sud)
Blue Bell è una comunità non incorporata della contea di Custer, Dakota del Sud, Stati Uniti.

## Storia
Un ufficio postale chiamato Blue Bell fu istituito nel 1932 e rimase in funzione fino al 1941. La comunità prende il nome dai fiori di campanula originari dell'area. Blue Bell è anche il nome di un lodge ricreativo pubblico fondato qui nel 1925.